# Verre Gigogne
Pour les articles homonymes, voir Gigogne.
Le verre Gigogne, ou gobelet Duralex, est un verre à boire en verre trempé de la marque française Duralex. Crée en 1946, le verre réputé résistant et fonctionnel est très populaire en France. Très utilisé dans les cantines scolaires, le Gigogne est notamment connu pour l'utilisation détournée que les enfants font de son numéro de fabrication. De par son succès, le verre Gigogne est devenu avec le temps un objet culturel référence (tout comme le verre Picardie), intégrant des collections muséales ou des expositions dédiées au design.

## Description
Le verre Gigogne est un verre à boire créé par l'entreprise française Duralex (alors propriété de Saint-Gobain) en 1946. Il est fait en verre trempé, ce qui lui confère une grande résistance aux bris,.
Le modèle classique du Gigogne a une contenance de 22 centilitres.
Il est estimé que le modèle Gigogne a été produit à plusieurs millions d'exemplaires et vendu dans de nombreux pays,.

## Design et référence culturelle
De forme en partie conique et arrondie, l'esthétique du Gigogne est simple et ludique. Le verre Gigogne est également conçu pour être fonctionnel : sa forme arrondie facilite la préhension (notamment des jeunes enfants), sa composition le rend difficilement cassable et sa forme conique permet d'empiler aisément les verres entre eux,.
Très utilisé dans les cantines et les ménages de France à partir des années 1960, le verre Gigogne est devenu un marqueur populaire. Tout comme le verre Picardie de la même marque, il est considéré comme un objet design iconique et présent dans plusieurs collections muséales dédiées au design, comme celle du musée des Arts Décoratifs de Paris, ou exposé dans ces mêmes institutions.
Considéré avec le Picardie comme l'emblème de Duralex, le Gigogne est packagé dans un pack collector de 6 exemplaires pour une action commerciale conjointe entre Duralex (récemment racheté) et la marque Le slip français à l'automne 2024.
Les particuliers ou les professionnels de la décoration se sont réappropriés le Gigogne pour en faire un récipient ou un contenant détourné de son usage de verre.

## Numérotation des verres et détournement par les enfants
De par le processus de fabrication, un numéro correspondant au moule ayant servi à la fabrication d'un exemplaire était imprimé au fond de tous les verres Gigogne. Cette numérotation permettait au fabricant de simplifier le contrôle qualité de ses produits en identifiant aisément et rapidement un moule défectueux,,.
Toutefois, les enfants se sont approprié cette numérotation et l'ont détournée dans un ensemble de références communes. Le numéro de chaque verre est ainsi devenu la représentation d'un âge fictif de la personne qui l'utilisait et les tâches ménagères (ex : débarrasser la table) pouvaient être liées à cet âge fictif par des règles inventées à cet effet (ex : « le plus vieux débarrasse la table »),,.